# Hamish Purdy
Hamish Purdy é um diretor de arte canadense. Como reconhecimento, foi nomeado ao Oscar 2016 na categoria de Melhor Direção de Arte por The Revenant.